# Unravel Two
Unravel Two è un videogioco rompicapo e piattaforme pubblicato da Electronic Arts. È stato distribuito il 9 giugno 2018 per Microsoft Windows, PlayStation 4 e Xbox One e il 22 marzo 2019 per Nintendo Switch. Seguito del gioco del 2016 Unravel, è incentrato su due Yarnys, piccole creature antropomorfe di filato.

## Modalità di gioco
A differenza del primo gioco, Unravel Two è sia un gioco single player che multiplayer, anche se solo in modalità cooperativa locale. Il gioco è incentrato su due Yarnys, che possono essere controllati con uno o due giocatori, i quali devono lavorare insieme per risolvere enigmi e manipolare il mondo. Il gioco contiene una trama principale, ambientata su un'isola, così come livelli di sfida significativamente più difficili.

## Sviluppo
Nel maggio 2016, Electronic Arts ha annunciato che gli sviluppatori di Unravel, Coldwood Interactive, avevano firmato un accordo editoriale per il loro prossimo gioco. Questo gioco è stato successivamente confermato come Unravel Two. Il 9 giugno 2018, alla conferenza stampa E3 2018, Electronic Arts annunciò che Unravel Two sarebbe stato pubblicato lo stesso giorno.